# Xã Pierce, Quận Washington, Indiana
Xã Pierce (tiếng Anh: Pierce Township) là một xã thuộc quận Washington, tiểu bang Indiana, Hoa Kỳ. Năm 2010, dân số của xã này là 2.666 người.